# Робб, Даг
Дуглас Шонн Робб (англ. Douglas Seann Robb; род. 2 января 1975, Агура-Хиллз, Калифорния, США), обычно упоминается просто как Даг Робб (англ. Doug Robb) — американский музыкант и певец. Гитарист и солист южно-калифорнийской рок-группы Hoobastank, образованной в 1994 году. У Дуга Робба широкий вокальный диапазон, дающий ему возможность исполнять как меланхоличные баллады, так и полные кричащей боли панк-композиции, похожие на панихиду.

## Карьера
Даг Робб, по его собственным словам, одержим музыкой с тех самых пор, как себя помнит - с трёх лет. Будучи застенчивым ребёнком, прятался от окружающего мира, слушая музыку через наушники. На гитаре начал играть в возрасте четырнадцати лет, будучи в гостях у бабушки в Японии. Сначала играл в школьных рок-командах. Со своим будущим партнёром по группе, гитаристом Дэном Эстрином, Даг учился в одной школе. Оба увлекались музыкой и играли рок, но в разных группах. Познакомились Даг и Дэн благодаря общему другу. В 1993 году они встретились на подростковом музыкальном конкурсе «Битва групп», организованном в их школе. Вскоре вчерашние соперники стали друзьями и партнёрами, решив основать общий проект. Через объявление в местной газете они привлекли барабанщика Криса Хессе и басиста Маркку Лаппалайнена. Так появилась группа Hoobastank, с которой уже почти четверть века связана жизнь Дага Робба.
Постепенно популярность группы росла, а после выпуска кассетного мини-альбома «Muffins» коллектив вместе с Incubus начал выступать в известных лос-анджелесских клубах «Troubadour», «Whiskey» и «Roxy». Затем концертная деятельность пошла на спад, но это не помешало группе в дальнейшем активно продолжить свою деятельность.
Первый же в истории Hoobastank полноформатный альбом, записанный и изданный в 1998 году музыкантами самостоятельно, получивший длинное название They Sure Don't Make Basketball Shorts Like They Used To, оказался успешным. Интерес к Роббу и его товарищам по группе проявил лейбл «Island Records», с которым они в 2000 году и подписали свой первый профессиональный контракт.
В ноябре 2001 года группа выпустила дебютный мэйджорный альбом Hoobastank, ставший к январю 2002 года настоящим хитом и получивший в США статус платинового. Выпущенные в поддержку альбома синглы «Crawling in the Dark» и «Running Away» также стали хитами, оказавшись в национальном чарте Billboard Hot 100 на 68-м и 44-м местах соответственно. Сам диск добрался до 25-й строчки национального альбомного чарта Billboard 200, продержавшись в нём 50 недель.
Пластинка стала популярна не только в США, но и в других странах, что обеспечило успех концертной деятельности группы в Азии и Европе. К тому времени был выпущен третий сингл с альбома — «Remember Me», а песня «Crawling in the Dark» была использована в качестве саундтрека к фильму «Форсаж». Выпущенная вне альбома песня «Losing My Grip» стала частью саундтрека к фильму «The Scorpion King».
Появившийся в продаже 9 декабря 2003 года альбом The Reason произвёл фурор в мире рок-музыки, вызвав восторг у меломанов многих стран. Вокал Робба стал жёстче, а музыка приобрела более тяжёлое звучание. «Несколько наших записей посвящены теме религии, точнее полному отсутствию интереса к ней. В „Out of Control“ поётся об ослеплении и полном посвящении себя чему-либо. И это касается не только религии — бывает так, что человек полностью отдаёт свою жизнь работе, и в итоге заканчивает тем, что чувствует себя потерянным и разбитым» — прокомментировал свою новую работу Робб.
Заглавная композиция альбома, «The Reason», выпущенная также отдельным синглом, была выдержана в стиле поп, и, возможно, поэтому смогла добиться большой популярности не только в альтернативных чартах, но и в других хит-парадах. В национальном чарте сингл добрался до второй строчки, став самой успешной работой Дага и его товарищей по группе за всё время существования Hoobastank. В Канаде сингл «The Reason» пробыл на верхних строчках топ-листов двадцать недель, обновив рекорд. «Я ещё полностью не осознал того, что произошло. Это похоже на мечту, которая воплощается в реальность» — сказал Дуг Робб, после того как узнал, что песня «The Reason» была номинирована на Грэмми. Также песня прозвучала в заключительном сезоне сериала «Друзья». Таким образом, Hoobastank существенно пополнили ряды своих поклонников.
8 мая 2006 года вышел третий альбом Hoobastank — Every Man for Himself. Музыка группы претерпела существенные изменения — каждая песня жанрово отличалась от последующей благодаря, в том числе, и тому, что вокалист Даг Робб освоил новые приёмы пения. «Новые песни очень чётко отразили идею о том, что каждый из нас сам может выбирать свой путь. Только от нас зависит, сможем ли изменить свою жизнь к лучшему, если в ней что-то идёт не так», — сказал вокалист.
Пластинка оказалась на 12-й позиции в чарте Billboard. Несмотря на то, что синглы «If I Were You», «Inside Of You» и «Born To Lead» так и не достигли высоких позиций в рок-рейтингах, сам альбом получил статус золотого.
27 января 2009 года вышел пятый студийный альбом группы, названный For(n)ever. С ходу он оказался на 26-м месте в Billboard 200 и на 4-м месте в Billboard Alternative Albums. Звучание группы снова подверглось хотя и небольшому, но заметному изменению — оно стало более резким и пост-гранжевым, местами сырым и смелым. Песни балансировали на грани между классическим пост-гранжем с гаражным звуком и идеально подходящим для радиоэфиров поп-роком.
19 июня 2009 года в Австралии вышел сингл и клип на «The Letter», записанный дуэтом с Ванессой Амороси. До этого песня была представлена в альбоме For(n)ever в оригинальной версии. Сингл поднялся в национальном австралийском чарте до 39-го места.
18 января 2011 года вышел сингл и клип группы Apocalyptica «Not Strong Enough», в которых Даг Робб принял участие в качестве вокалиста.

## Личная жизнь
Отец Дугласа, Дональд Робб, американец шотландского происхождения, а мать, Эйко Китагучи, японская иммигрантка из Кобе. Есть брат Джеймс, который по словам Криса Хесса, товарища Дага по группе Hoobastank, является вице-президентом «BMW Motorcycle», по другим данным работает в киноиндустрии. Даг окончил среднюю школу в родном городе Агура. Вместе с ним в этой школе учились Дэн Эстрин, позднее ставший гитаристом в группе Робба, и несколько будущих участников Linkin Park, которые были младше Робба.
В браке с 2008 года с Кристианой Лунд. У пары двое детей: дочь Магнолия и сын Август.
Самые любимые исполнители — Faith No More и Майкл Паттон. Первым в жизни Дага концертом, который он посетил, стало выступление Дэвида Ли Рота на шоу Eat 'Em and Smile в лос-анджелесском Форуме. Любит кино и спорт, фанат всех команд Лос-Анджелеса, увлекается мотоциклами.
Почти не пьёт, не курит и не употребляет наркотики.

### Даг Робб о творчестве Hoobastank
Мы не делаем того, чего никто не делал до нас, что-то ультрасовременное; может, это и не очень модно. Это просто рок с хорошей музыкой и лирикой. Лирикой, которая может пробудить в людях какие-то чувства.

Каждый раз, когда мы выпускаем альбом, у меня появляется чувство, что мы должны что-то всем доказать. Ведь всем не угодишь, тот, кто может сделать всех счастливыми, скорее всего делает что-то не так. Так что я очень горжусь каждой нашей последней записью.

В нашей музыке больше позитива, чем страданий. К счастью, никого из нас родители не били, и жаловаться нам не на что, но нельзя сказать, что все наши песни — это только позитив.

Мы довольно простая группа. Мы всего-навсего поем свои песни. На наших концертах вы не увидите светового шоу, взрывов или ещё что-нибудь в этом роде.— Дуг Робб

## Награды
Указаны только награды и номинации лично Дага Робба, награды и номинации группы Hoobastank приведены в статье про неё.
- 2004 — The ARC Weekly Top 40 Поп-песня года (победа) за композицию «The Reason»[20]
- 2005 — 47-я церемония «Грэмми» Песня года (номинация) за композицию «The Reason»[21]